# Logia Juan-Juan
La Logia Juan-Juan fue una sociedad secreta creada en Buenos Aires, Argentina en la década de 1850 por opositores de Justo José de Urquiza.
La logia fue formada por José María Bustillo, Carlos Tejedor, Pastor Obligado y Miguel Esteves Saguí para agrupar a los opositores de Urquiza luego de la firma del Acuerdo de San Nicolás.
Originalmente, el objetivo de la logia fue asesinar al caudillo entrerriano, hecho que intentaron consumar el 8 de septiembre de 1852 cuando Urquiza se disponía a embarcarse en Buenos Aires con rumbo a Santa Fe, pero la empresa fue un fracaso.
Luego del fallido intento de asesinato, Esteves Saguí y otros integrantes de la logia dirigen la revolución del 11 de septiembre de 1852, animados por el regreso de Bartolomé Mitre. El levantamiento provoca la separación de la provincia de Buenos Aires del resto de las provincias.